# Ingemar Hedenius-priset
Ingemar Hedenius-priset, även Hedeniuspriset, uppkallat efter filosofen Ingemar Hedenius, är ett pris som sedan år 2000 utdelas årligen av förbundet Humanisterna. Priset utdelas till en person eller organisation "som i Sverige under året främjat humanism, rationalism och vetenskaplig kunskap."

## Pristagare
- 2000 – Dan Larhammar
- 2001 – Sholeh Irani
- 2002 – Georg Klein
- 2003 – Hans Alfredson
- 2004 – Barbro Westerholm
- 2005 – Lena Andersson
- 2006 – Björn Ulvaeus
- 2007 – P.C. Jersild
- 2008 – Per Kornhall
- 2009 – Elisabeth Ohlson Wallin
- 2010 – Staffan Bergström
- 2011 – Gunnar Göthberg
- 2012 – Nyamko Sabuni
- 2013 – Sara Mohammad
- 2014 – Taslima Nasrin
- 2015 – Ulf Danielsson
- 2016 – RFSL Newcomers
- 2017 – Shamima Aktar
- 2018 – Niklas Orrenius
- 2019 – Kvinnors nätverk
- 2020 – Martin Hägglund
- 2021 – Dawit Isaak-biblioteket vid Malmö stadsarkiv
- 2022 – Nahid Persson
- 2023 – Carl Johan De Geer
- 2024 – Christer Sturmark